# Rambai Barni
Rambai Barni (Thai: รำไพพรรณี, RTGS: Ramphaiphanni, [rām.pʰāj.pʰān.nīː]), née le 20 décembre 1904 à Bangkok et morte le 22 mai 1984 à Bangkok, est reine consort du royaume de Siam.

## Biographie

### Jeunesse

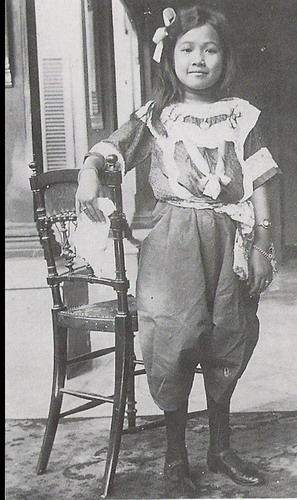
La jeune Rambai Barni.

La princesse Rambai Barni Svastivatana née le 20 décembre 1904, elle est la fille du prince Svasti Sobhana (en), prince de Svastivatana Visishta (fils de Sa Majesté le roi Mongkut et de la princesse Piyamavadi (en)) et de la princesse Abha Barni (en). Elle reçoit le surnom de Thanying Na ou Princesse Na (Thai : ท่านหญิงนา). À l'âge de deux ans, elle entre au palais pour être « donnée » à une reine afin d'être éduquée, comme le veut la coutume. Dans le cas de la princesse Rambai Barni, c'est la reine Saovabha (qui est sa tante), épouse de Sa Majesté le roi Chulalongkorn. À partir de ce moment-là, elle vit au domaine royal de Dusit à Bangkok.
Après la mort du roi Chulalongkorn en 1910, elle est transférée au Palais royal de Bangkok, où elle étudie à l'école Rajini (en) (ou école de la reine) créée par la reine Saovabha. Durant cette période, elle devient très proche de son cousin, le plus jeune fils de la reine Saovabha, le prince Prajadhipok.

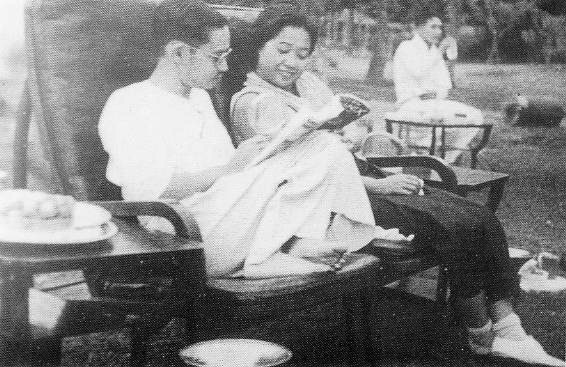
Prajadhipok et Rambai Barni au palais Sukhothai.

En 1917, après avoir terminé ses études à l'étranger et la période habituelle de monachisme, le prince Prajadhipok et la princesse Rambai Barni se marient au palais royal de Bang Pa-In et reçoit la bénédiction de son nouveau beau-frère, le roi Vajiravudh. Le couple vit dans la résidence du prince à Bangkok, le palais Sukhothai (en).

### Reine consort de Siam

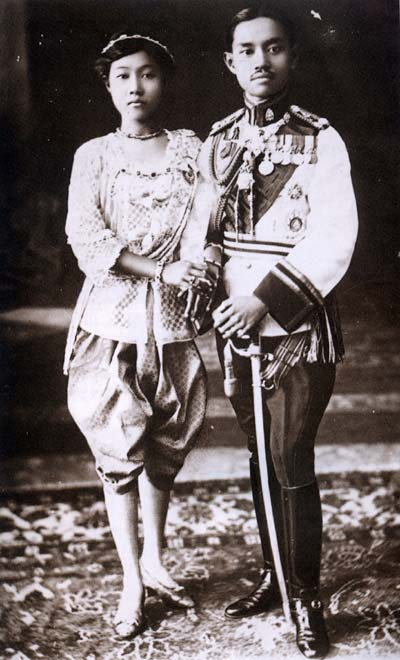
Le roi Rama VII et son épouse la reine Rambai Barni.

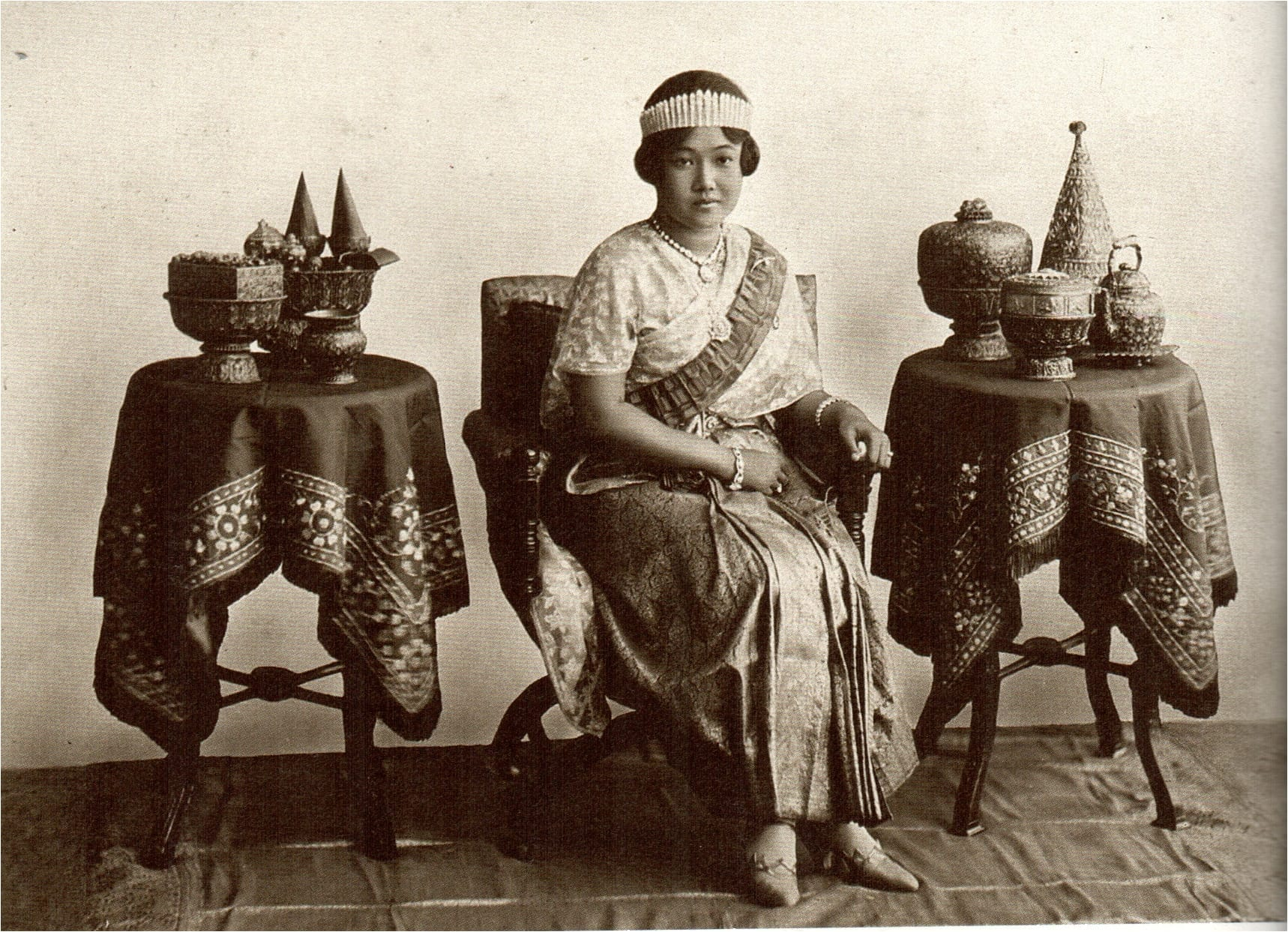
Robe de couronnement de la reine Rambai Barni de Siam - 1925.

En 1925, le roi Vajiravudh meurt sans laisser de descendance masculine (sa fille unique, la princesse Bejaratana Rajasuda, est née un jour plus tôt mais la loi du palais veut que le trône soit transmis au plus proche parent mâle du roi). La couronne est alors transmise à son frère cadet et héritier, le prince Prajadhipok de Sukhodaya. Il monte sur le trône sous le nom de Rama VII, et Rambai Barni est immédiatement investie du titre de reine consort de Siam après la cérémonie de couronnement de son mari. Prajadhipok suit l'exemple de son frère, qui avait abandonné la polygamie et n'a donc qu'une seule reine et pas de concubine.
Le roi et la reine ont tous deux reçu une éducation européenne moderne dans leur jeunesse. Une fois sur le trône, ils entreprennent de moderniser l'institution de la monarchie, en copiant les vêtements et les coutumes européennes.

#### Renversement du pouvoir absolu
Le roi et la reine passent la plupart de leur temps loin de Bangkok, préférant séjourner dans la station balnéaire de Hua Hin, dans la province de Prachuap Khiri Khan, dans un palais appelé Klai Kangwon Palace (en) (thaï : วังไกลกังวล (loin des soucis)), qu'ils font construire. C'est là qu'en juin 1932, le couple royal est informé de la révolution initiée par le Khana Ratsadon, qui réclame au roi absolutiste une constitution pour le peuple du Siam mettant fin à 800 ans de monarchie absolue. Cet événement marque un tournant pour Rambai Barni et son mari, puisque le pouvoir absolu de la dynastie Chakri est remplacé par un régime constitutionnel.
Au début de la monarchie constitutionnelle, le roi et les royalistes semblent pouvoir trouver un compromis avec le Khana Ratsadon. Le projet de loi constitutionnelle, rédigé par Pridi Banomyong et destiné à être permanent, est devenu temporaire. La nouvelle constitution rétablir certains pouvoirs et statuts perdus par le monarque. Il s'agit notamment de l'introduction d'une moitié non élue de la Chambre des représentants et du droit de veto royal. Le premier Premier ministre du pays, Phraya Manopakon Nitithada, est un noble conservateur et royaliste.
Le compromis s'effondre rapidement. Le roi ne conteste pas la publication de l'interprétation du plan économique de Pridi, qui vise également la réforme agraire et la saisie des terres royales, diffusée avec sa signature. Le roi joue un rôle actif dans un réseau anti-révolutionnaire lorsque le Premier ministre ordonne la fermeture de la Chambre. Il signe l'ordre d'exécution des dirigeants du Khana Ratsadon. Mais le chef de l'aile militaire du Khana Ratsadon, Phot Phahonyothin, chasse le gouvernement par le coup d'état de juin 1933 (en) et rétabli le pouvoir.
En octobre 1933, le prince Boworadet (en), ancien ministre de la défense, prend la tête d'une révolte armée contre le gouvernement. Dans le cadre de la rébellion Boworadet (en), il mobilise plusieurs garnisons provinciales et marche sur Bangkok, occupant l'aérodrome de Don Muang. Le prince Boworadet accuse le gouvernement de manquer de respect au monarque et de promouvoir le communisme, et exige la démission des dirigeants du gouvernement. La rébellion échoue finalement.
Le roi ne soutient pas directement la rébellion, mais un chèque du trésor est envoyé à Boworadet. L'insurrection diminue le prestige du roi. Au début de la révolte, Rama VII informe immédiatement le gouvernement qu'il regrette les querelles et les troubles civils. Le couple royal se réfugie alors à Songkhla, à l'extrême sud du pays. Le retrait du roi est interprété par les membres du Khana Ratsadorn comme un manquement à son devoir. En ne soutenant pas pleinement les forces gouvernementales, il sape leur confiance. En 1933, le couple quitte le Siam pour l'Europe, où le roi doit subir une opération des yeux en Angleterre. Ils visitent plusieurs pays européens.

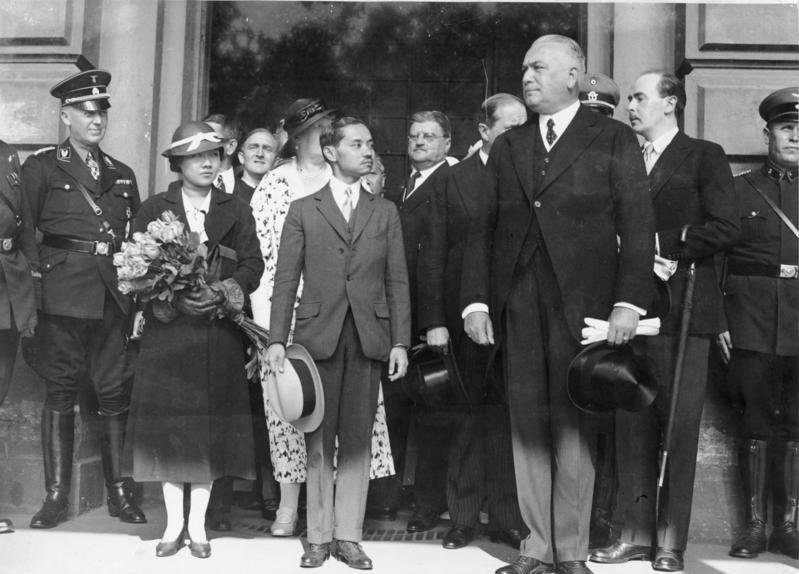
Arrivée du roi Rama VII et de la reine Rambai Barni à Berlin accompagnés par Konstantin von Neurath, juillet 1934.
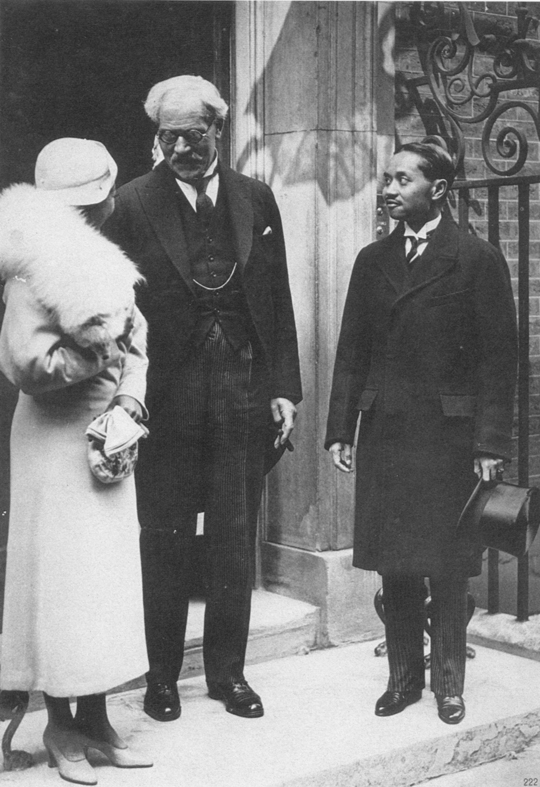
Rama VII et Rambai Barni avec le Premier ministre britannique Ramsay Macdonald en 1934 au numéro 10 de Downing Street, 1934.
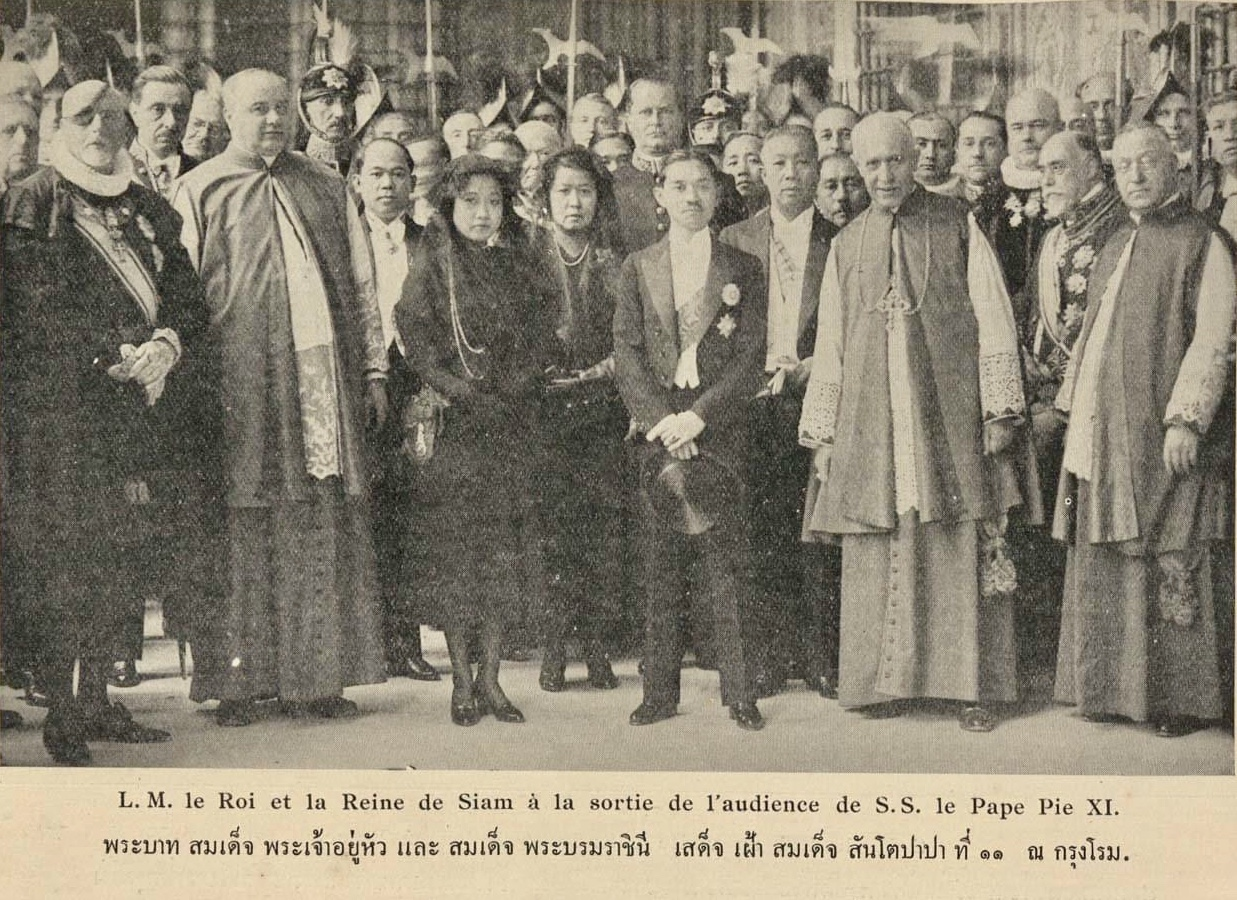
Rama VII et Rambai Barni rencontrent le pape Pie XI au Vatican, 1934.

### Abdication
Malgré la longue distance, le roi continue à se battre avec son gouvernement à Bangkok, par le biais de lettres et de télégrammes. Le conflit atteint son paroxysme lorsque le gouvernement refuse d'accepter le pouvoir de grâce de Rama VII. Le roi menace d'abord, mais comme il est ignoré, il décide d'abdiquer de son trône le 2 mars 1935. Son neveu Ananda Mahidol lui succède sous le nom de Rama VIII. Le couple s'installe dans le Surrey, d'abord à Knowle House, puis à Glen Pammant.

### Vie en exil
Le couple déménage à Vane Court, la plus ancienne maison du village de Biddenden dans le Kent. Ils y mènent une vie paisible, jardinant le matin et le roi écrivant son autobiographie l'après-midi. En 1938, le couple royal déménage à Compton House, dans le domaine de Wentworth (en) à Virginia Water, dans le Surrey.
Le couple n'a pas d'enfant, mais adopte le prince Suprabhat Chirasakti, fils en bas âge de l'un des frères décédé de Prajadhipok. Chirasakti servira plus tard comme pilote de chasse de la Royal Air Force pendant la bataille d'Angleterre, il meurt en service en septembre 1942 et est le premier siamois des îles britanniques à donner sa vie pour la cause des Alliés.
En raison des bombardements actifs de la Luftwaffe allemande en 1940, le couple déménage de nouveau, d'abord dans une petite maison dans le Devon, puis à l'hôtel Lake Vyrnwy à Powys, au Pays de Galles, où l'ancien roi est victime d'une crise cardiaque. Prajadhipok décède finalement d'une insuffisance cardiaque le 30 mai 1941.

### Leader de la résistance
Après la mort de Prajadhipok, Rambai Barni s'implique davantage dans la politique. En décembre 1941, l'empire du Japon envahit et occupe la Thaïlande. Le Premier ministre Plaek Phibunsongkhram s'allie avec les envahisseurs japonais. Le régent Pridi Banomyong refuse de signer la déclaration de guerre contre le Royaume-Uni et les États-Unis d'Amérique. Il est mis de côté et reste uniquement au Conseil de régence du jeune enfant désigné comme futur monarque, Ananda Mahidol, qui étudie en Suisse. Pridi Banomyong met en place un réseau clandestin anti-japonais, les Forces thaïlandaises libres (Free Thai Movement ou เสรีไทย / Seri Thai) en Thaïlande. Le Free Thai Movement est créé en partie par des exilés thaïlandais vivant à l'étranger. Le mouvement comprend de nombreux diplomates, étudiants et membres de la famille royale.
Rambai Barni et son frère, le prince Subhasvastiwongse Snith Svastivatana, expriment clairement leur sympathie pour le mouvement et utilisent leurs relations pour aider des étudiants partageant les mêmes idées à organiser un mouvement de résistance au Royaume-Uni. Elle fait partie des quatre femmes qui se sont portées volontaires pour des tâches non militaires au sein du Free Thai Movement. Bien que n'étant pas un membre officiel, elle aide le mouvement en collectant des fonds et en faisant pression sur des ministres influents.

### Retour et mort
Le matin du 9 juin 1946, le jeune roi Rama VIII est retrouvé mort dans son lit, dans le manoir Baromphiman du Palais royal, des suites d'une blessure par balle à la tête. Les opposants de Pridi Banomyong se composent de royalistes, de conservateurs et de militaires. Le 8 novembre 1947, les troupes de l'armée s'emparent de plusieurs installations gouvernementales à Bangkok. Le coup d'État, mené par le lieutenant général Phin Choonhavan (en) et le colonel Kat Katsongkhram, évince le gouvernement de Thawan Thamrongnawasawat, premier ministre depuis août 1946, allié politique de Pridi Banomyong. Le 20 novembre, Pridi Banomyong est emmené à Singapour par des agents britanniques et américains. Le coup d'État de 1947 marque le retour au pouvoir du maréchal Plaek Phibunsongkhram et la fin du rôle de Khana Ratsadon dans la politique thaïlandaise (à cette époque, Phibunsongkhram est souvent considéré comme faisant partie du camp militaire).

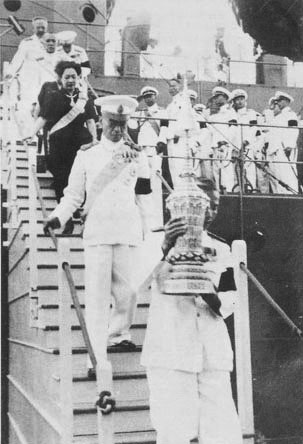
La reine Rambai Barni rapporte les cendres du roi Rama VII à Bangkok.

En 1948, le gouvernement royaliste adopte une loi qui renforce le pouvoir de contrôle du monarque sur les biens de la couronne afin de restaurer son pouvoir politique et ses actifs, qui avaient été confisqués par le Khana Ratsadon lors de la révolution siamoise de 1932. En outre, l'ancienne reine Rambai Barni se voit restituer les 6 millions de bahts saisis par le Khana Ratsadon. Le coup d'état a involontairement conduit à la rédaction et à la signature de la Constitution de la Thaïlande de 1947 et de 1949. Ces constitutions redonnent à la monarchie la quasi-totalité des pouvoirs qui lui avaient été retirés par la révolution de 1932. Elles sont similaires à la constitution rédigée par le roi Prajadhipok avant la révolution de 1932.
En 1949, Rambai Barni est invitée à retourner en Thaïlande. Elle apporte avec elle les cendres du roi Rama VII. Après son retour, elle continue à exercer de nombreuses fonctions officielles au nom du nouveau roi Rama IX (Bhumibol Adulyadej). Elle passe le reste de sa vie au palais de Sukhothai et meurt le 22 mai 1984 à l'âge de 79 ans. Elle est incinérée lors de funérailles royales présidées par son neveu le roi à Sanam Luang, devant le Palais royal.

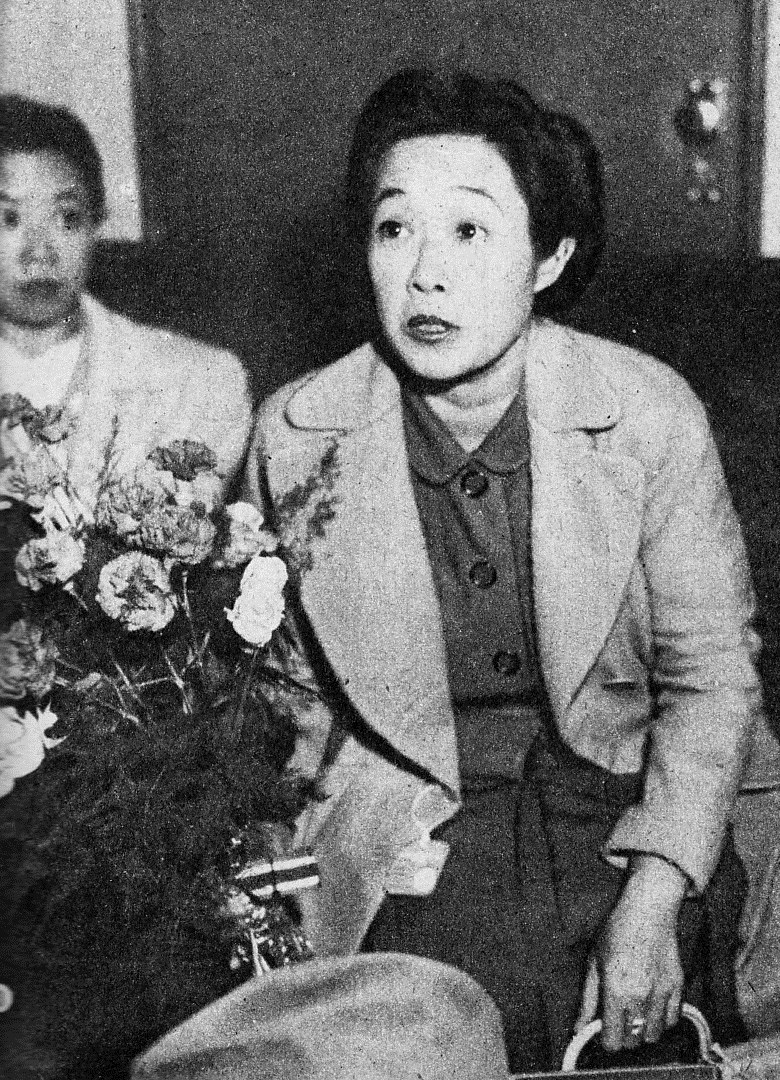
Visite de la reine Rambai Barni au Japon en 1952.
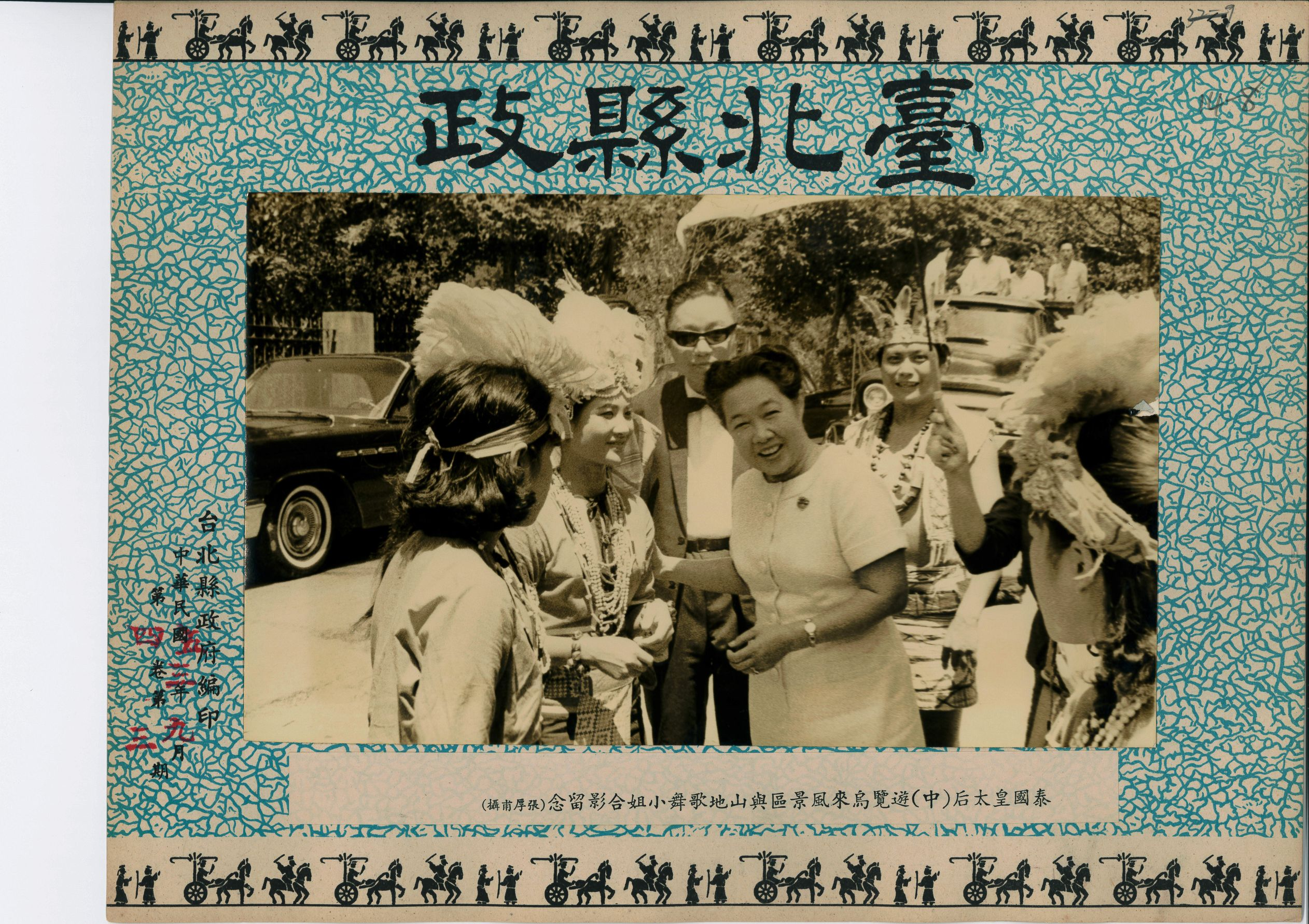
La reine Rambai Barni à Wulai, dans le comté de Taipei, à Taïwan, 1963.

## Distinction et hommage

### Taxon nommé en son honneur
Mugilogobius rambaiae (en) est nommé en l'honneur de Sa Majesté Rambai Barni (1904-1984), ancienne reine du Siam. En 1934, une aquarelle montrant plusieurs représentations grandeur nature de ce gobie dans son habitat naturel a été offerte à Sa Majesté.

### Décorations

#### Décorations thaïlandaises
- Chevalier du Très Illustre Ordre de la Dynastie Chakri (1925)
- Dame de l'Ordre des Neuf gemmes (1925)
- Dame Grand croix (1re classe) du Très Illustre Ordre de la Chula Chom Klao (1925)

#### Décorations étrangères
- Ordre de Bienfaisance (Grèce)
- Première classe de l'Ordre de la Couronne précieuse (Japon)